# Пена Сант'Андреа
Пена Сант'Андреа (итал. Penna Sant'Andrea) је насеље у Италији у округу Терамо, региону Абруцо.
Према процени из 2011. у насељу је живело 318 становника. Насеље се налази на надморској висини од 395 м.

## Становништво
Према резултатима пописа становништва 2011. у општини је живело 1.728 становника.
| 1931. | 1936. | 1951. | 1961. | 1971. | 1981. | 1991. | 2001. | 2011. |
| ----- | ----- | ----- | ----- | ----- | ----- | ----- | ----- | ----- |
| 1.571 | 1.715 | 1.860 | 1.667 | 1.535 | 1.790 | 1.673 | 1.761 | 1.728 |